# Chiesa di San Nicolò di Castello
La chiesa di San Nicolò di Castello, con l'annesso "ospedale dei marinai", in origine ambedue intitolati a Messer Gesù Cristo, era un complesso assistenziale e religioso di Venezia, situato nel sestiere di Castello nella punta di Sant'Antonio, l'allora estremo lembo sud-orientale della città; gli edifici furono demoliti nel 1810, per permettere la realizzazione dei Giardini Napoleonici.

## Storia
Nel 1471 la Repubblica di Venezia aveva già deciso di costruire un «cohopertum» per i poveri, a carico dell'Ufficio del Sale, autorità incaricata delle opere pubbliche, scegliendo come sito il campo Sant'Antonio, l'ampio scoperto e libero «intra Sanctum Dominicum et Sanctum Antonium», antichi insediamenti conventuali. Lo scopo era creare un luogo protetto ma anche allontanare dal centro della città i numerosi mendicanti aumentati con gli sbandati qui giunti a causa dei conflitti contro l'espansionismo turco nella Dalmazia meridionale e nell'Albania veneta, che altro ricovero non trovavano se non i portici di Piazza San Marco. Successivamente si trovò più conveniente, ad imitazione di quanto fatto dal duca di Milano chiedere al papa la concessione di indulgenze per premiare la raccolta di elemosine a questo scopo. A questa decision del 7 settembre 1474 papa Sisto IV rispose con la bolla del 30 maggio 1475 che concedeva «[…] una Indulgentia Plenaria p. anni venti all'Hospedal de Ms Giesù Christo a St. Antonio di Castello, a questi fideli Christiani che confessati e comunicati insitassero il detto Hospedal et Cappella, et dassero delle elemosine p. la fabrica». Grazie ai contributi così raccolti, tra cui una cospicua donazione del doge Andrea Vendramin, si poté iniziare la «fabrica della Cappella, et Altar dell'Ospital" e il 7 aprile 1476 si svolse la cerimonia della posa della prima pietra da parte del patriarca Maffeo Girardi, presenti il doge e il senato. L'istituzione posta sotto il governo del doge stesso e di tre procuratori di San Marco e da tre procuratori aggiuntivi eletti a cui non era assegnato altro compenso se non «che quello della Gloria del Sr. Iddio». La bolla fu rinnovata per altri venti anni da papa Innocenzo VIII consentendo la raccolta di altre cospicue somme.

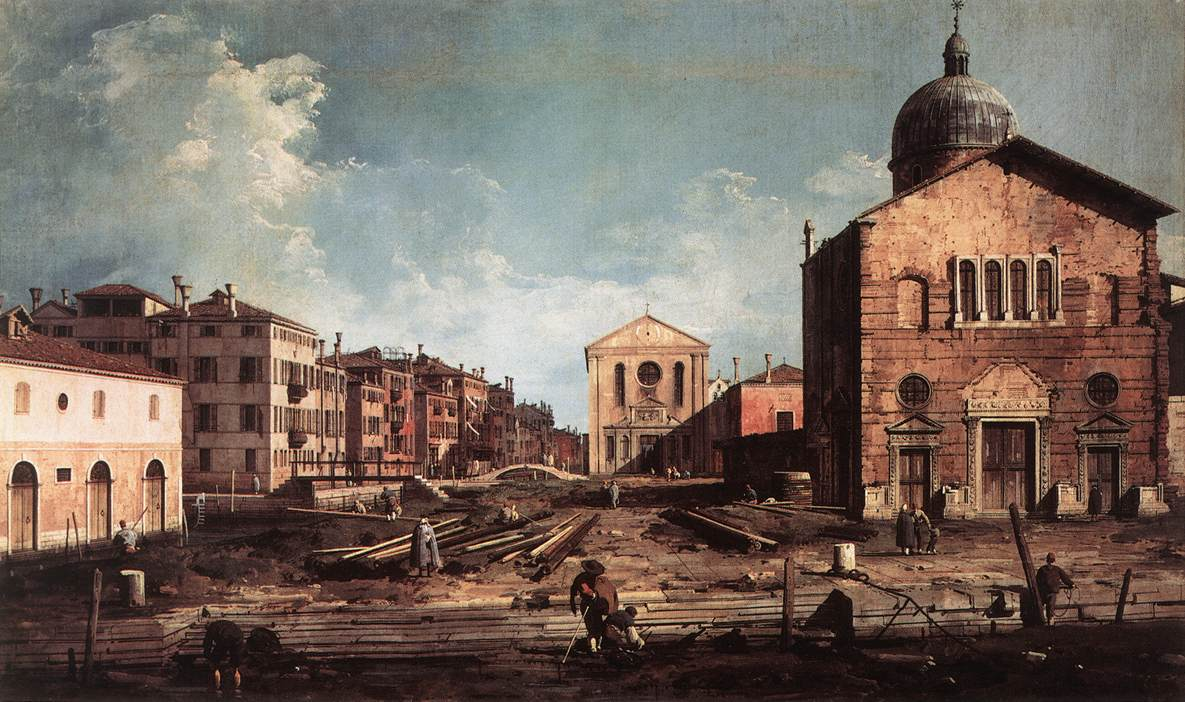
Canaletto, Veduta con le chiese di San Giuseppe e di San Nicolò di Castello, 1740 circa, olio su tela, 47,5x77,5 cm, collezione privata

Tuttavia ancora nel 1489 il Sabellico vedette una modesta costruzione in legno per la chiesa e le prime registrazioni dalla fornitura di materiali murari per questa risalgono al 1490, mentre restano alcune notizie di precedenti approvvigionamenti per l'ospedale; ugualmente taridivi risultano per i primi pagamenti ai proti Bartolomeo Gonella e Giorgio Spavento. Nel 1497 Giovanni Battista Sfondrato ambasciatore del Duca di Milano scriveva al suo signore che l'ospedale «sarebbe assai bello, se fosse ultimato, ma fin adesso non ha se non una parte dell'edificio fornito, il resto è imperfetto». La chiesa fu finalmente consacrata il 25 marzo 1503 e l'ospedale venne attrezzato ma contemporaneamente venne deciso di limitare la fruibilità cioè «[…] che in d.to Ospital non si possono accettar se non Poveri, Veneziani, e Marinai, overo altri che fossero benemeriti dello Stato». Inoltre era necessario aver almeno sessant'anni, essere celibi o vedovi e disposti ad abitare stabilmente nell'istituto. Fra il personale addetto sotto la direzione del priore, un «cittadino di buona coscienza», figuravano un cuoco, due massare, un famiglio, un fornaio, un medico e un barbiere. Insomma dal primo progetto caritatevole si era tornati al tradizionale sistema di protezione legato ad una professione.

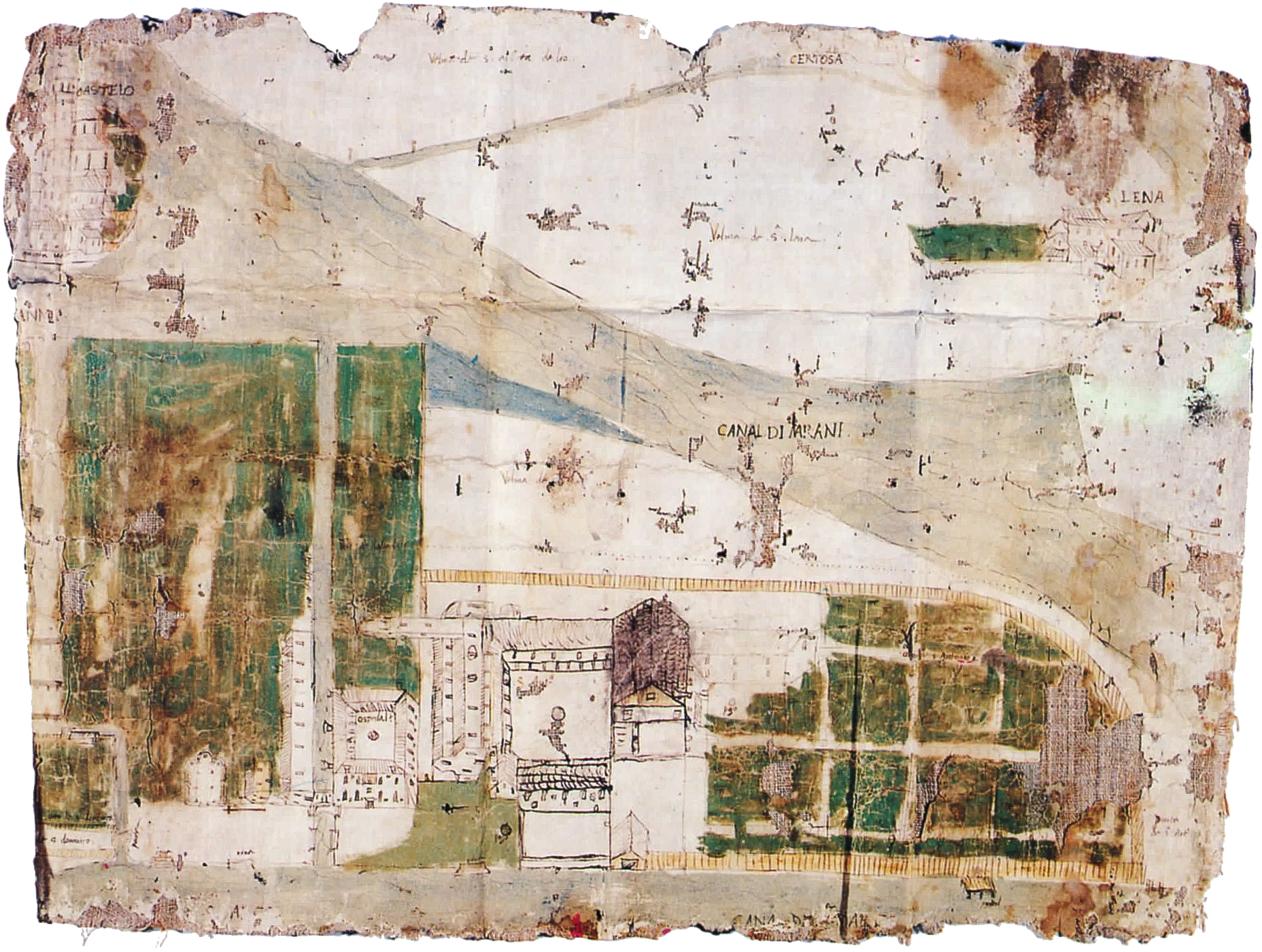
Anonimo, Mappa della Punta di Sant'Antonio, 1500 circa, Venezia Museo Correr

Nel 1573 la "Fraterna dei marineri di San Nicolò" fu autorizzata ad usare la chiesa per una messa ogni mese su di una loro tavola coperta da un tappeto succeduta da una processione attorno all'edificio. L'anno successivo poterono anche installare un loro armadio per riporvi i propri arredi.
Nel 1591 il Seminario Gregoriano fu trasferito dalla originaria sede dei Santi Filippo e Giacomo, lasciata nuovamente nella piena disponibilità del primicerio, in una parte del complesso ospedaliero. La direzione di questo seminario, destinato alla formazione dei Canonici di San Marco, venne assegnata ai padri Somaschi che la mantennero fino al 1612 per poi rientrarne in possesso definitivamente dal 1627. Ai Somaschi erano affidati anche l'ospedale e la chiesa.
Nel 1658 fu concesso alla fraterna dei marinai l'erezione nella chiesa di un proprio altare dedicato ai santi Giuseppe e Nicolò. Fu probabilmente da allora che la chiesa venne abitualmente definita col nuovo nome di San Nicolò di Bari.
Nel 1668 vene concessa ad un gruppo di Cappuccine la porzione terminale ad oriente dell'ospedale per istituirvi un proprio convento. Per quanto riguarda la parte residenziale gli ambienti erano già ben predisposti ristrutturazione un po' più complesso fu ricavare una loro piccola chiesa all'interno dello stabile esistente che poterono farla consacrare nel 1675.
Sussiste una notevole incertezza sull'evoluzione della costruzione dell'ospedale: nella mappa del de' Barbari del 1500 viene disegnato mentre nelle incisioni di Carlevarijs e Lovisa viene rappresentato come un unico lungo e dignitoso palazzo. Comunque già nel 1489 Sabellico osservava lì un «novo hospitale» e, per quanto nel 1503 ospitasse solo 25 o 30 assistiti, Sansovino nel 1581 lo descrisse come «luogo per ricetto de marinari ridotti in vecchiezza, & a pellegrini».

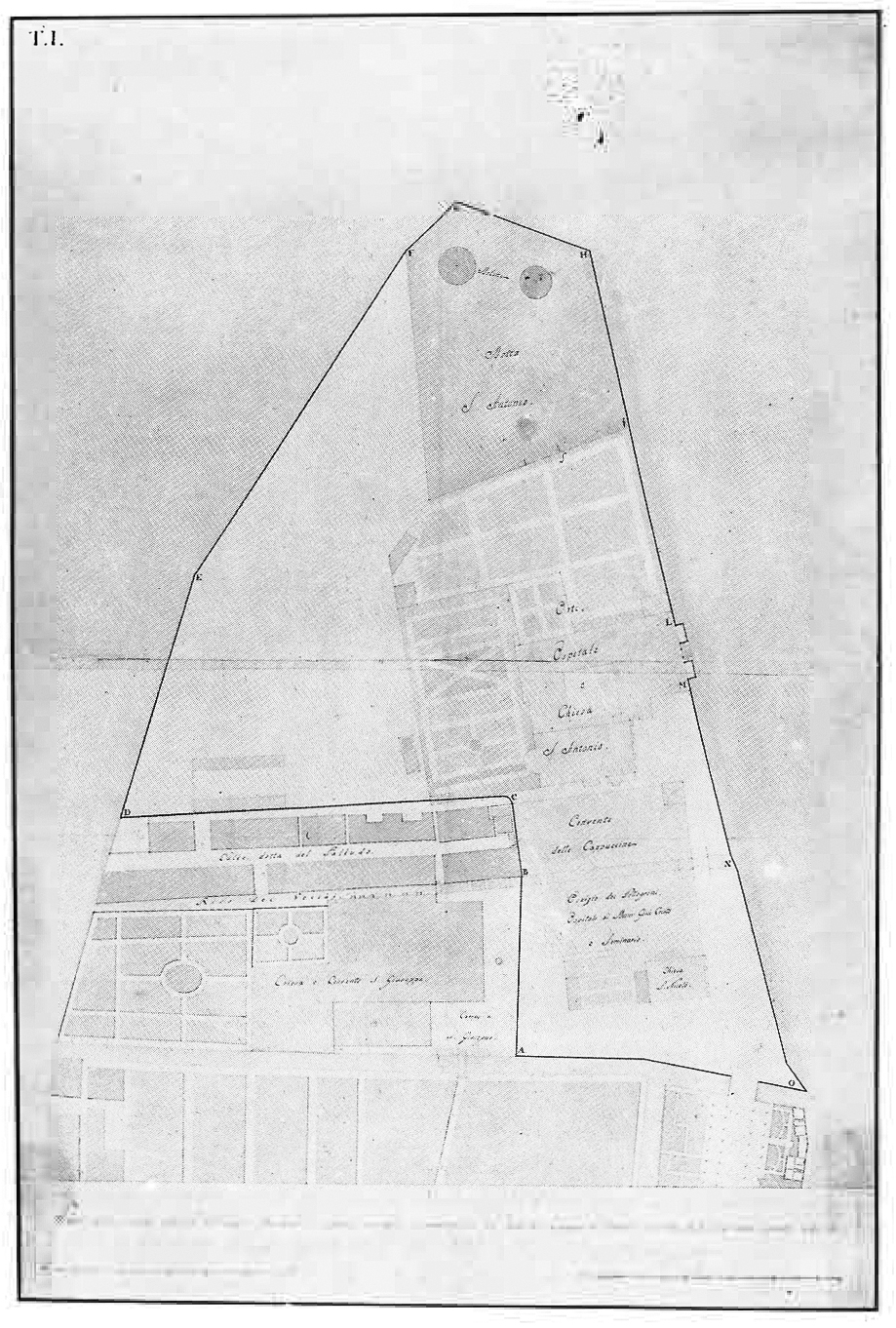
Giannantonio Selva, Punta di Sant'Antonio – stato di fatto. 1808, Venezia, Museo Correr (N.B. mappa orientata verso sud-ovest in alto)

Nel 1806 con l'estensione alle province venete, tornate sotto il controllo napoleonico, del decreto di soppressione e riorganizzazione dei conventi il seminario e tutte gli altri insediamenti religiosi della Punta di Sant'Antonio vengono soppressi e gli edifici assegnati alla marina militare francese. Ma il destino finale venne segnato il 7 dicembre 1807 dal Decreto portante varj provvedimenti a favore della città di Venezia in cui si prevedeva di dotare anche Venezia di grandi giardini pubblici, soltanto tre settimane dopo la pubblicazione del decreto il consiglio comunale incraicò Selva per la progettazione e la realizzazione. L'architetto consegnò un primo progetto nel maggio 1808: l'idea era continuare la riva degli Schiavoni fino a San Giuseppe coprendo il rio di Sant'Anna, trasformando l'esistente in una larga strada (la Via Eugenia ovvero l'attuale via Garibaldi) per poi collegarsi con un ponte senza gradini agli spazi destinati a giardino passando per l'area indemaniata di San Domenico. Del progetto furono rifiutate sostanzialmente tutte le attrezzature di servizio di nuova costruzione ma quel che interessa qui era la necessitò di sgombrare l'area abbattendo la chiesa di San NIcolò, l'ospedale e il convento con la chiesa di Sant'Antonio.
Selva, delegato dal podestà, assieme all'ingegnere Ganassa, delegato della Congregazione di Carità, iniziò con la verifica dettagliata dello stato di fatto presentato il 21 gennaio 1809 in due relazioni (una brevissima per l'«Ospitale detto di Messer Gesù Cristo» e l'«Ospizio dei Pellegrini», l'altra necessariamente più estesa per gli ambienti destinati al seminario e la chiesa redatta alla presenza dell'ex rettore Barnaba) in cui vengono elencati tutti gli effetti dal numero di serrature, alle inferriate e agli altari. Nel marzo dell'anno successivo vennero prodotte le stime dell'edificio e dei marmi e dei costi di demolizione. Nel luglio-agosto 1810 Cicogna commentava nei suoi diari le demolizioni in corsoed entro quello stesso anno gli edifici erano definitivamente scomparsi.

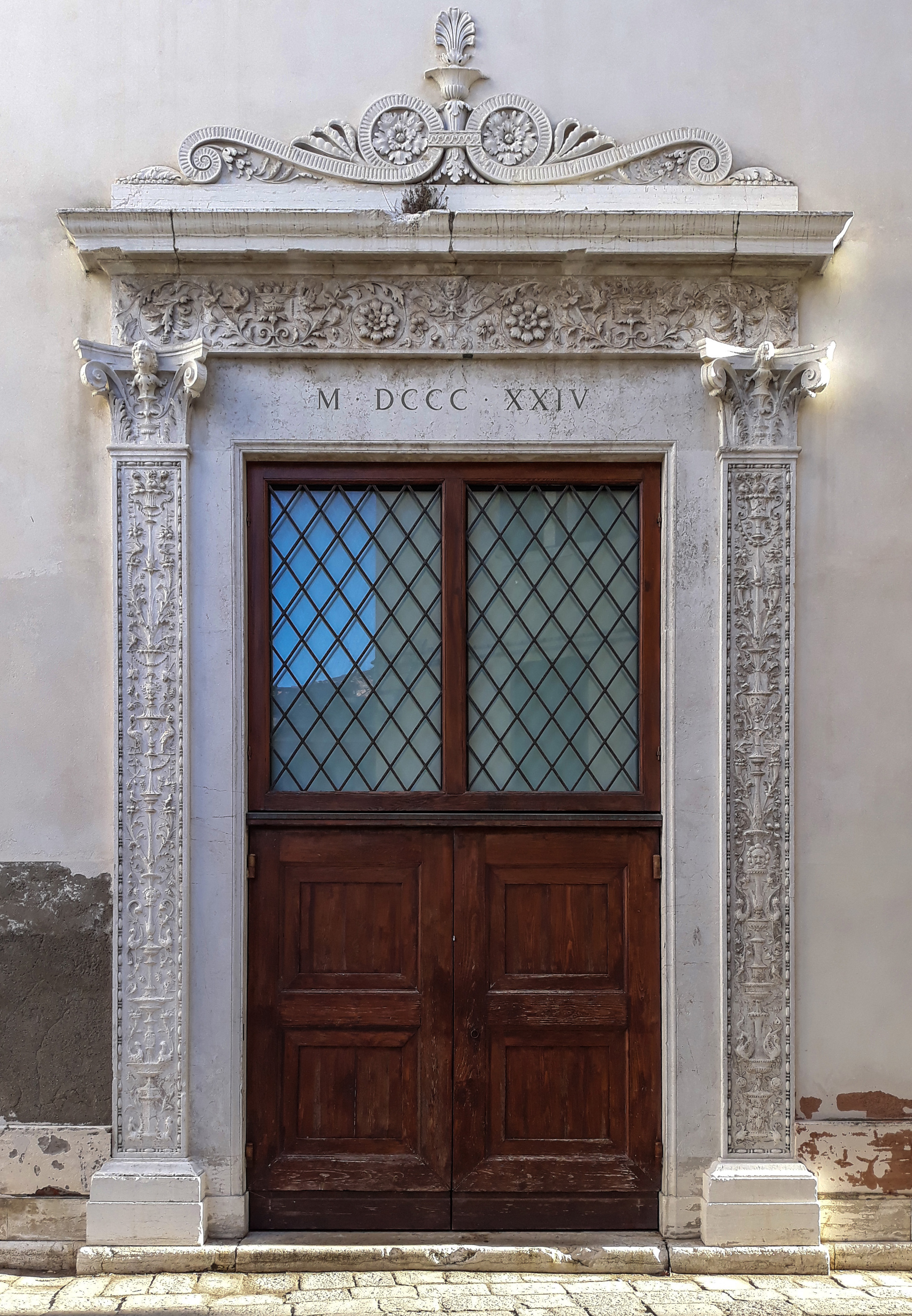
Il portale principale della chiesa di San Nicolò di Castello ricomposto nel 1824 come porta secondaria delle attuali Gallerie dell'Accademia.

I materiali costruttivi delle chiese, dei conventi e dell'ospedale vennero utilizzati per la volta di copertura del canale di Sant'Anna per la realizzazione della Via Eugenia, l'attuale via Garibaldi. Di questa chiesa soltanto i portali della facciata finemente decorati con motivi a candelabra e girali vennero "salvati" e trasferiti negli edifici delle Gallerie dell'Accademia: il principale fu rimontato nel 1824 all'esterno vicino l'angolo sud occidentale del complesso, mentre i lacerti dei due portali minori vennero murati nel cortile palladiano.

## Descrizione
Sansovino e anche l'aggiornamento Martinioni lasciano soltanto qualche cenno storico in coda alla descrizione della chiesa di Sant'Antonio di Castello, ne omettono una anche minima descrizione e la definiscono Chiesa dello Spedale di Sant'Antonio.
Alcuni dipinti ed incisioni ci mostrano una chiesa dalla facciata incompiuta e sormontata da una cupola. L'impostazione con l'alta quadrifora centrale e gli oculi sopra le porte laterali fanno pensare che Giorgio Spavento, esecutore del progetto, si sia basato sui modelli di Mauro Codussi.
Dobbiamo allo studio sui disegni di rilievo del Visentini, tra questi risultano particolarmente interessanti la pianta e gli spaccati conservati dal Royal Institute of British Architects che ci conducono alla probabile definizione della struttura interna. I disegni ci mostrano una chiesa a croce greca organizzata a quinconce secondo i parametri neobizantini tipici del primo rinascimento veneziano. Sopra il quadrato centrale del si alzava da un tamburo la snella cupola che si concludeva con una lanterna cieca (simile a quelle di San Marco). Definite verso gli angoli erano quattro spazi a baldacchino, più bassi della crociera e sormontati da cupolette, anche queste cieche come nella codussiana San Giovanni Grisostomo. Un modello che Spavento produrrà moltiplicato a San Salvador. Particolare di questa chiesa era l'aggiunta di una cupola ribassata sul presbiterio concluso dal catino dell'abside e affiancato fda poco profonde cappelle laterali.
L'aspetto neobizantino, della chiesa posta quasi all'ingresso della città via mare. costituiva una sorta di manifesto della missione della Repubblica come difensore della cristianità contro i turchi che avevano occupato Costantinipoli. La dignità dell'ingresso rafforzata con il completamento dell'ospedale e il rifacimento della facciata della precedente chiesa di Sant'Antonio.

+++significato anti turco

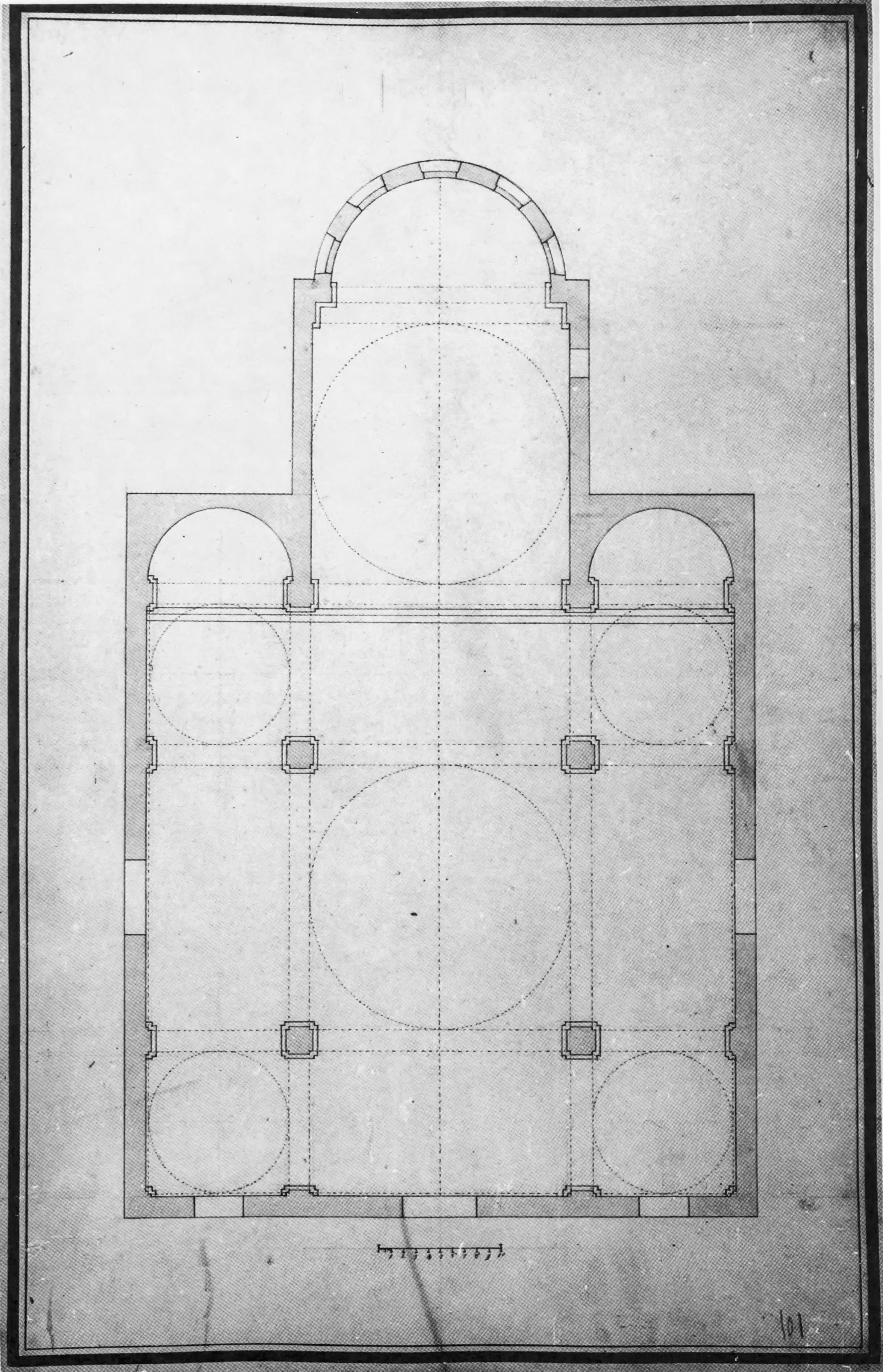
Antonio Visentini, Planimetria della chiesa di San Nicolò di Castello, 1760 circa, Londra, Royal Institute of British Architects
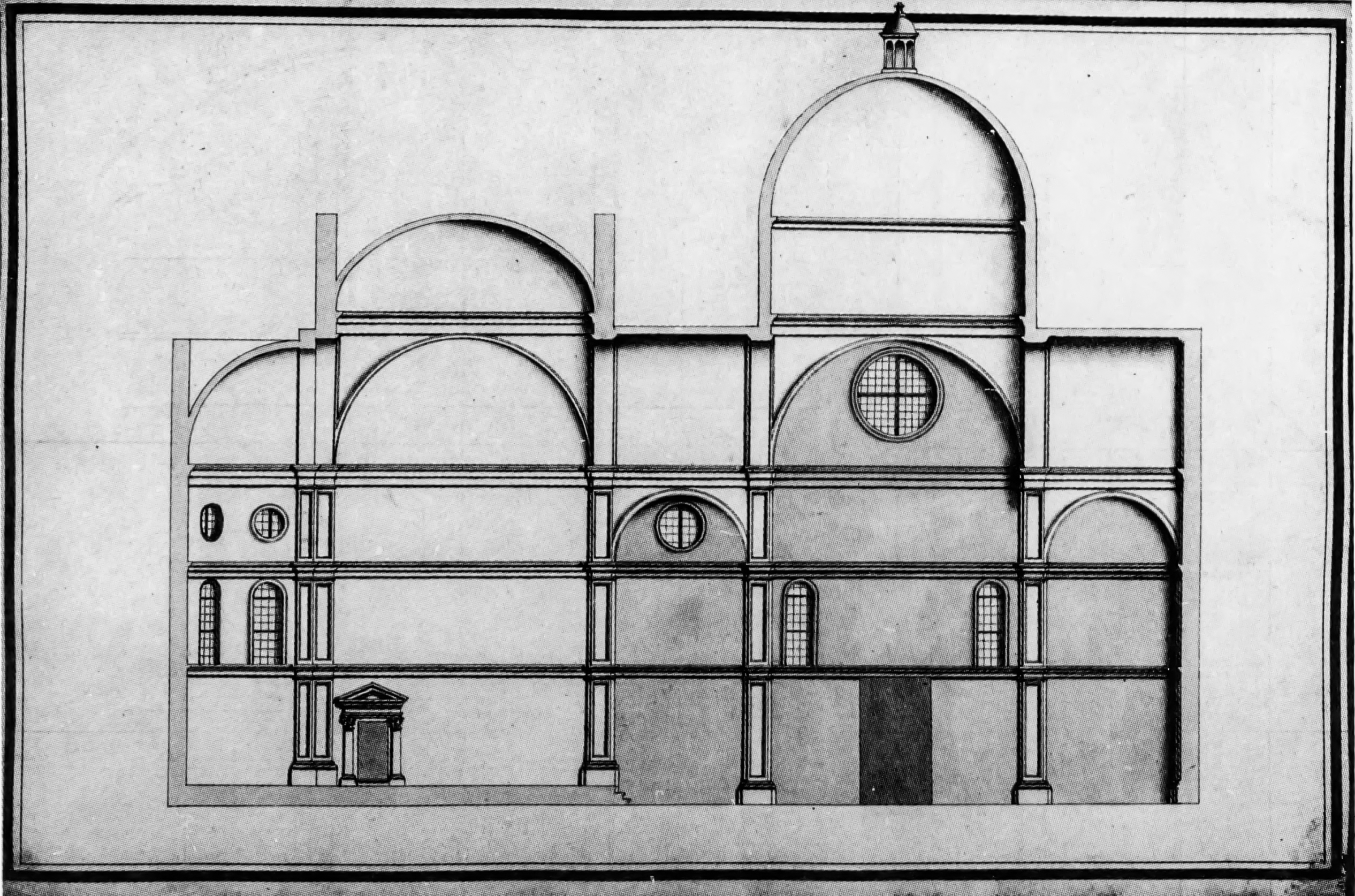
Antonio Visentini, Sezione longitudinale della chiesa di San Nicolò di Castello, 1760 circa, Londra, Royal Institute of British Architects
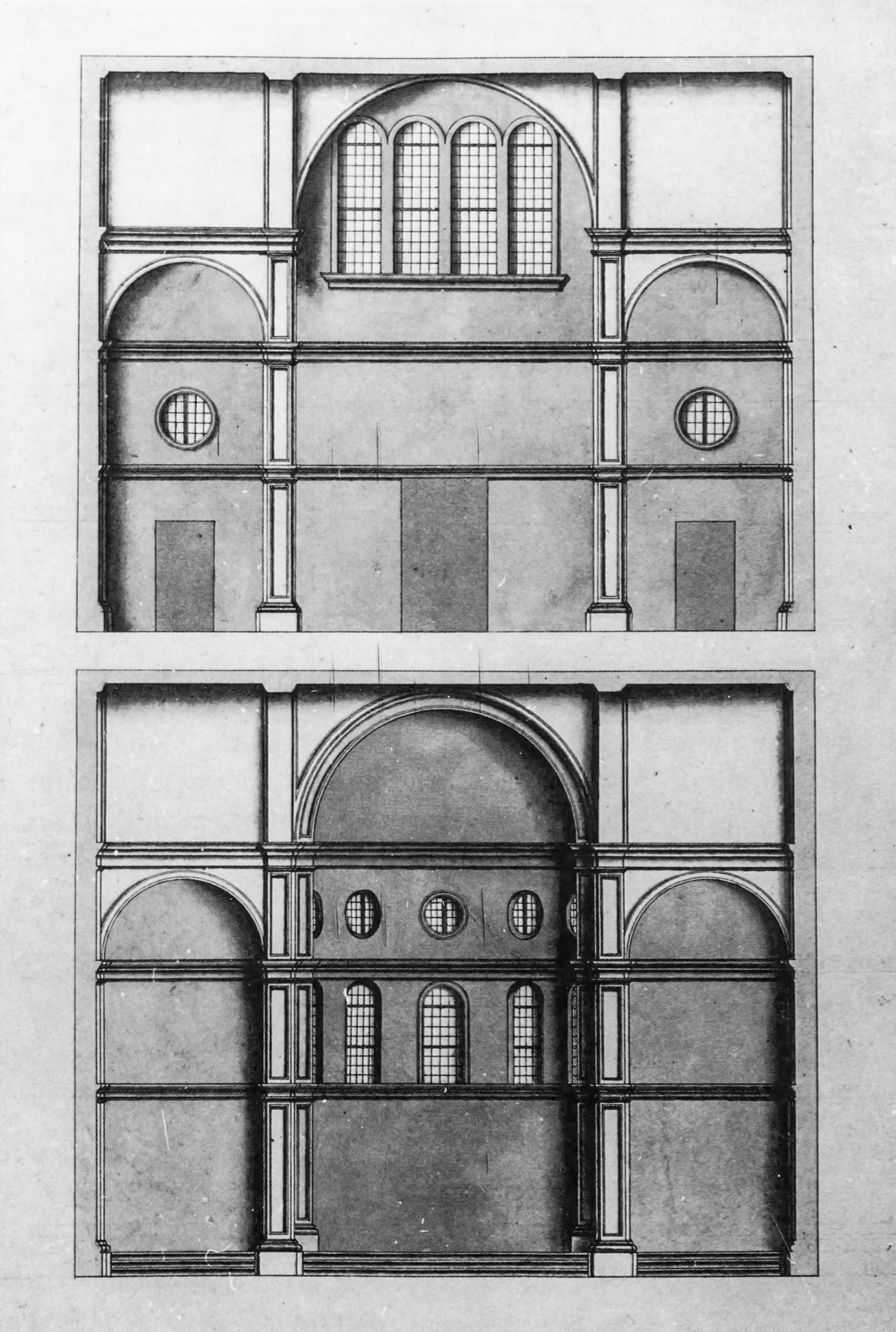
Antonio Visentini, Sezioni trasversali della chiesa di San Nicolò di Castello, 1760 circa, Londra, Royal Institute of British Architects
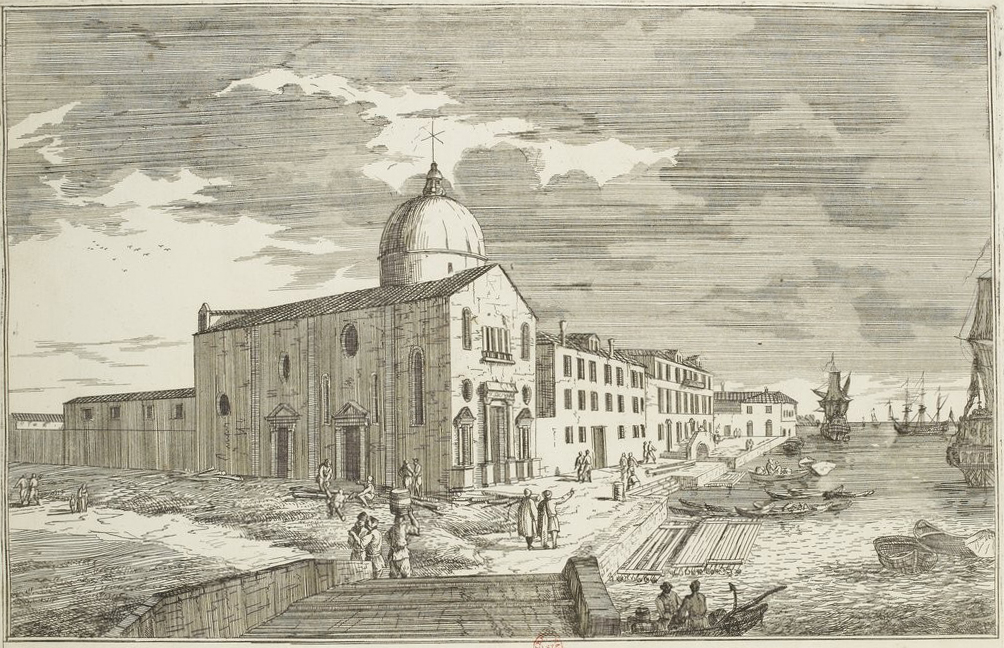
Luca Carlevarijs, Veduta della chiesa e spiaggia di San Nicolò di Castello, 1703, acquaforte
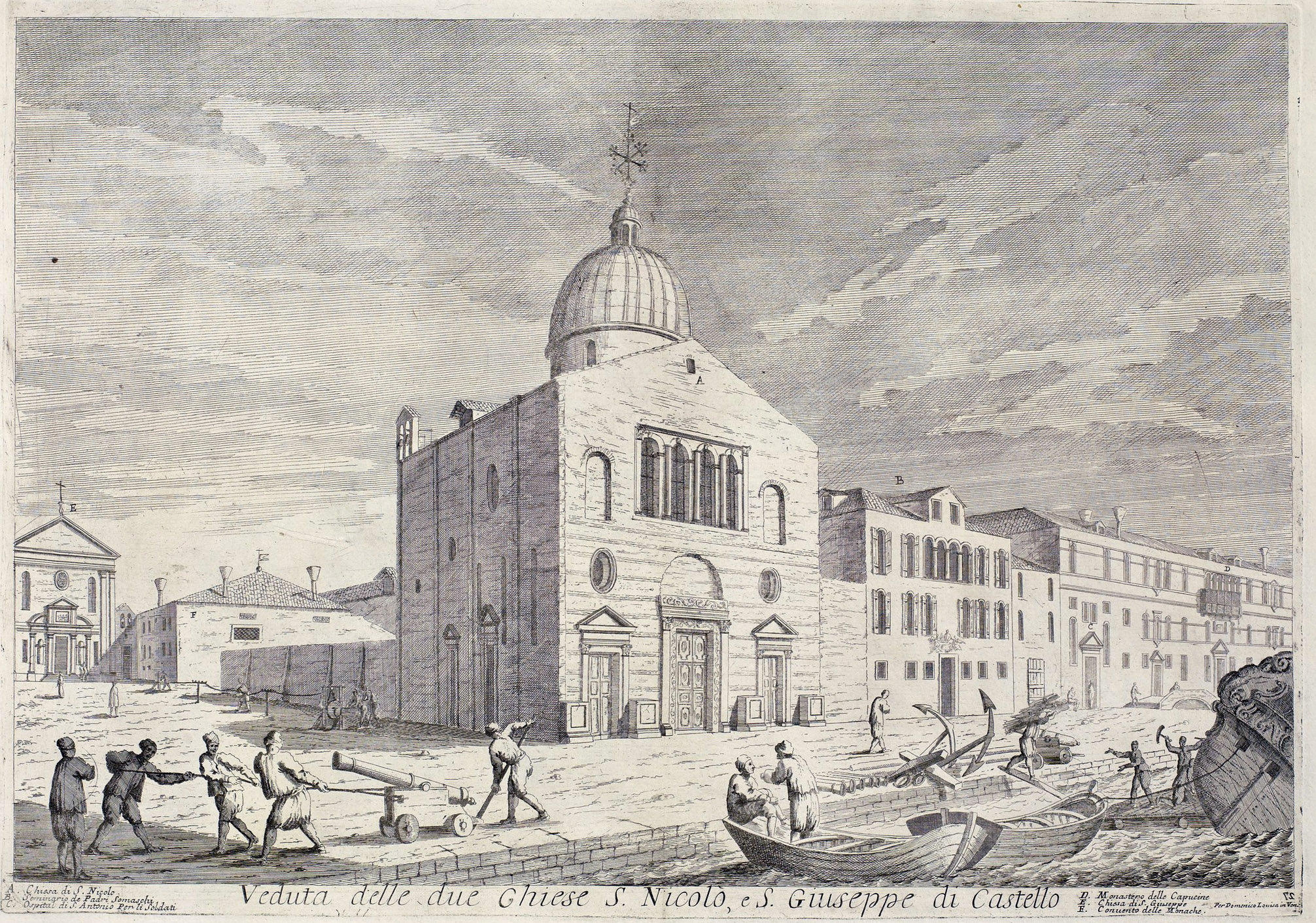
Anonimo, Veduta delle chiese di San Nicolò e San Giuseppe di Castello, 1720 c, acquaforte, Venezia, Domenico Lovisa

I disegni del Visentini tuttavia, oltre a segnalare l'esistenza delle tre cappelle, non ci forniscono ulteriori sulla sistemazione degli altari; soltanto la scarna relazione del Selva nel 1809 enumera due altari marmo in legno e che il presbiterio era chiuso da una balaustrata, Anche le guide sei-settecentesche di Boschini e Zanetti, ricordano soltanto le pale di due altari senza indicarne la posizione: un'Annunciazione di Francesco Vecellio (ora nei depositi delle Gallerie dell'Accademia) e una Resurrezione di Cristo con i santi Nicola e Giuseppe ad opera di Pietro Ricchi sull'altare della fraterna dei marinai; questa ultima non viene citata nell'opera del 1771 dello Zanetti. Anche il Cicogna ne dichiara l'ignota la sorte rammentando invece per la prima volta la pala marmorea del terzo altare, un bassorilievo attribuibile a Tullio Lombardo ma di dubbia interpretazione: presenta infatti le figure di Maria, atteggiata come come in un'annunciazione, e quella di una probabile Maddalena orante che affiancano un tabernacolo sormontato dalla colomba dello Spirito Santo.